# Oecetis biramosa
Oecetis biramosa är en nattsländeart som beskrevs av Martynov 1936. Oecetis biramosa ingår i släktet Oecetis och familjen långhornssländor. Inga underarter finns listade i Catalogue of Life.